# 呪島
『呪島（じゅとう）』は、日本のホラーオリジナルビデオ作品。2008年4月22日に発売された。

## ストーリー
無人島へバカンスにやってきた10人の男女。しかし、そこは呪われた伝説のある島だった。

## キャスト
- 星野仁美：里久鳴祐果
- 高瀬健一郎：嶋恭輔
- Shihomi
- 小川瀬里奈
- 池見典子
- 雨宮徹
- アキラ
- 田原勲
- 鈴木裕貴
- 愛梨沙
- 中村莉央

## スタッフ
- 製作：横山英明
- 企画：榎本靖、佐野利次
- プロデューサー：鈴木智、小島逸左右
- 脚本：高橋裕太
- 音楽：安田光一
- 主題歌「サクラナク」（歌：田原みどり）
- 監督：永岡久明
- 撮影監督：佐藤和人
- 録音：菊池進平
- 製作：エターナルプランニング、ゴセント
- 発売・販売：ティーエムシー